# Gerald Forcher
Gerald Forcher (* 12. August 1977 in Judenburg) ist ein österreichischer Politiker der Sozialdemokratischen Partei Österreichs (SPÖ). Vom 13. Juni 2018 bis 11. März 2020 war er Abgeordneter zum Salzburger Landtag.

## Leben
Gerald Forcher besuchte nach der Volksschule in Sankt Georgen ob Judenburg die Hauptschule II Judenburg und den Polytechnischen Lehrgang in Judenburg. Anschließend absolvierte er eine Lehre zum Industriekaufmann bei der Austria-Antriebstechnik in Spielberg. In der Steiermark war er als Jugendvertrauensrat tätig, 1997 wurde er Jugendsekretär der Gewerkschaft der Privatangestellten, Druck, Journalismus, Papier (GPA-djp) in Salzburg, deren Regionalgeschäftsführer er bis 2020 war. Ab 2014 war er als Nachfolger von Walter Androschin (1959–2013) auch Salzburger Landesvorsitzender der Fraktion Sozialdemokratischer GewerkschafterInnen (FSG). Im März 2020 übernahm Peter Eder den FSG-Vorsitz.
Von 2009 bis 2020 war er Vorstandsmitglied der Arbeiterkammer Salzburg und Mitglied des Landesparteivorstandes der SPÖ Salzburg. Seit 2013 gehört er auch dem Landesparteipräsidium der SPÖ Salzburg an. Bei der Landtagswahl in Salzburg 2018 kandidierte er für die SPÖ hinter Walter Steidl und Stefanie Mösl auf Platz drei der Landesliste. Am 13. Juni 2018 wurde er in der konstituierenden Landtagssitzung der 16. Gesetzgebungsperiode als Abgeordneter zum Salzburger Landtag angelobt.
Nach einer lautstarken Auseinandersetzung und einer zum Teil tätlichen Auseinandersetzung zwischen Forcher und einem Gewerkschaftsmitarbeiter legte Forcher am 11. März 2020 sein Landtagsmandat zurück. Anfang Mai 2020 folgte ihm Michael Huber als Geschäftsführer der GPA-djp Salzburg nach. Im Landtag rückte für ihn am 27. Mai 2020 Johann Ganitzer nach.
Im Juni 2020 wurde er vom designierten SPÖ-Landesparteichef David Egger als künftiger Landesgeschäftsführer der SPÖ Salzburg in Nachfolge von Johannes Mathes präsentiert. Forcher ist in der Periode 2023 bis 2028 Mitglied der Landeswahlbehörde für Salzburg.